# 迪克斯巴赫
迪克斯巴赫是德国莱茵兰-普法尔茨州的一个市镇。总面积4.91平方公里，总人口430人，其中男性219人，女性211人（2011年12月31日），人口密度88人/平方公里。